# 1780 en droit
Cet article présente les faits marquants de l'année 1780 en droit.

## Événements
- Adoption au Massachusetts (États-Unis) d'une constitution de l'État qui affranchit des esclaves
- Des réformes judiciaires menées en France instaurent l'abolition de l'emploi de la torture.
- 14 avril : décret du roi de Prusse Frédéric II chargeant le chancelier Johann Heinrich von Carmer de composer un code de lois avec la collaboration de plusieurs juristes. Le texte, pour l'essentiel l’œuvre des juristes Carl Gottlieb Svarez (code civil) et Ernst Ferdinand Klein (code pénal), aboutit à l’Allgemeines Landrecht promulgué en 1792 et appliqué à partir de 1794.
- 20 juin : traité de Versailles entre le royaume de France et l'évêché de Bâle, qui  fixe les limites frontalières entre le royaume et la principauté épiscopale de Bâle.

## Publications
- Pierre-François Muyart de Vouglans, Les loix criminelles du Royaume dans leur ordre naturel, Paris, Mérigot, Lire en ligne.

## Naissances
- 8 septembre : Sebald Brendel, juriste allemand (†  21 décembre 1844).

## Décès
- 14 février : William Blackstone, jurisconsulte britannique (° 10 juillet 1723).
- 26 mai : Guillaume-François Le Trosne, juriste français, avocat du roi au présidial d’Orléans, une des principales figures de la physiocratie (° 13 octobre 1728).